# Tubo lanzatorpedos

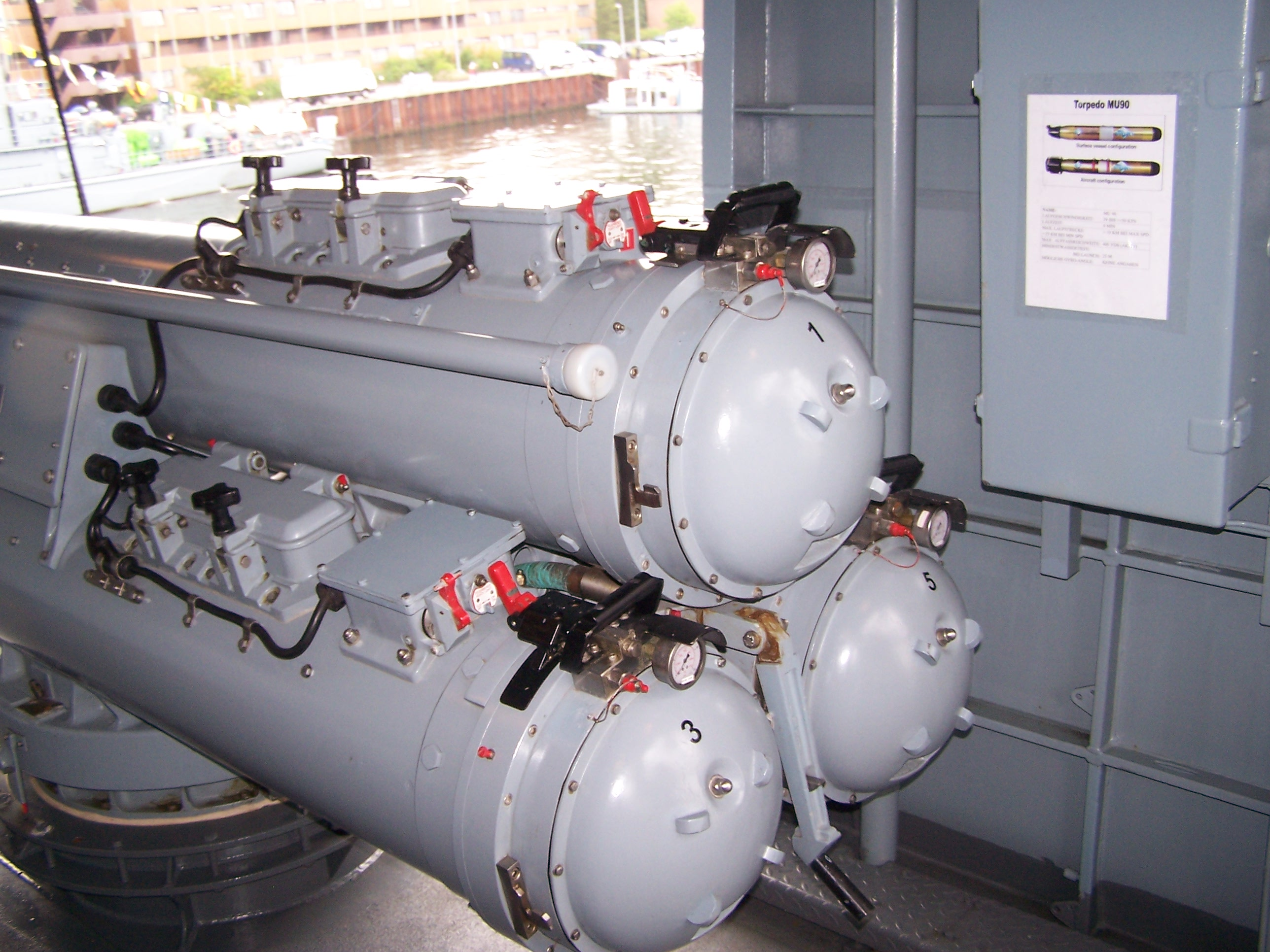
Lanzador triple MU90 Impact a bordo de la F221 Hessen, una moderna fragata Clase Sachsen de la Armada alemana.

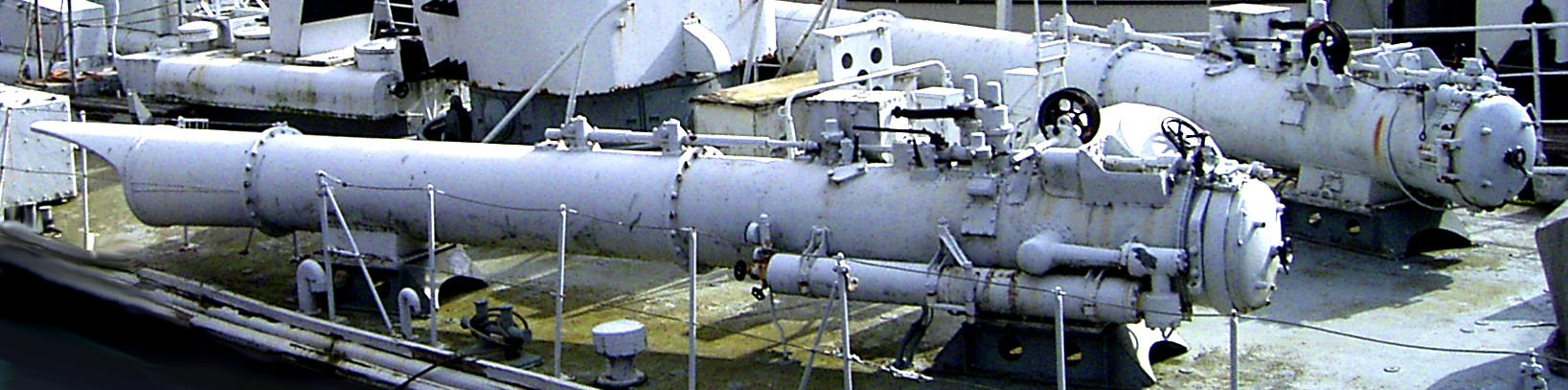
Tubo lanzatorpedos popel de una vieja lancha torpedera alemana Clase Jaguar.

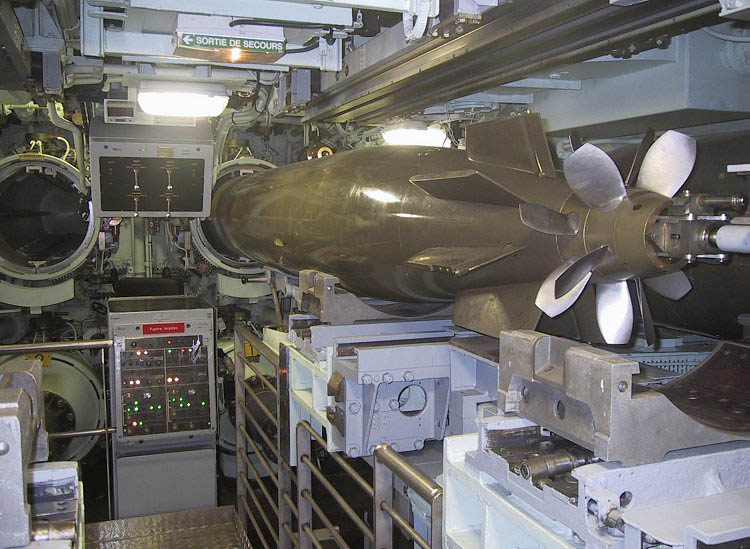
Tubos lanzatorpedos del submarino francés Redoutable : los submarinos franceses emplean un pistón para lanzar el torpedo desde el tubo, en lugar de aire comprimido.

Un tubo lanzatorpedos es un aparato para lanzar torpedos. Hay dos tipos principales de tubos lanzatorpedos: los tubos subacuáticos que equipan a los submarinos y algunos buques de superficie, y las unidades montadas en la cubierta (llamadas a veces lanzadores de torpedos) de buques de superficie. Los lanzadores de torpedos montados en cubierta usualmente son diseñados para un modelo específico de torpedo, mientras que los tubos lanzatorpedos subacuáticos son lanzadores de propósito general, frecuentemente siendo capaces de desplegar minas marinas y misiles de crucero. La mayoría de tubos lanzatorpedos modernos tienen un diámetro estándar de 324 mm para torpedos ligeros (montados en la cubierta del buque) o de 533 mm para torpedos pesados (tubos subacuáticos), aunque se han empleado tubos lanzatorpedos de otros diámetros.

## Tubo lanzatorpedos de submarino
El tubo lanzatorpedos de un submarino es un mecanismo más complejo que el tubo lanzatorpedos de un buque de superficie, porque tiene que cumplir la función de lanzar el torpedo desde la presión atmosférica normal del interior del submarino a la presión ambiental del agua alrededor del submarino. Por lo que un tubo lanzatorpedos de submarino opera según el principio de una esclusa de aire.

### Operación del tubo lanzatorpedos

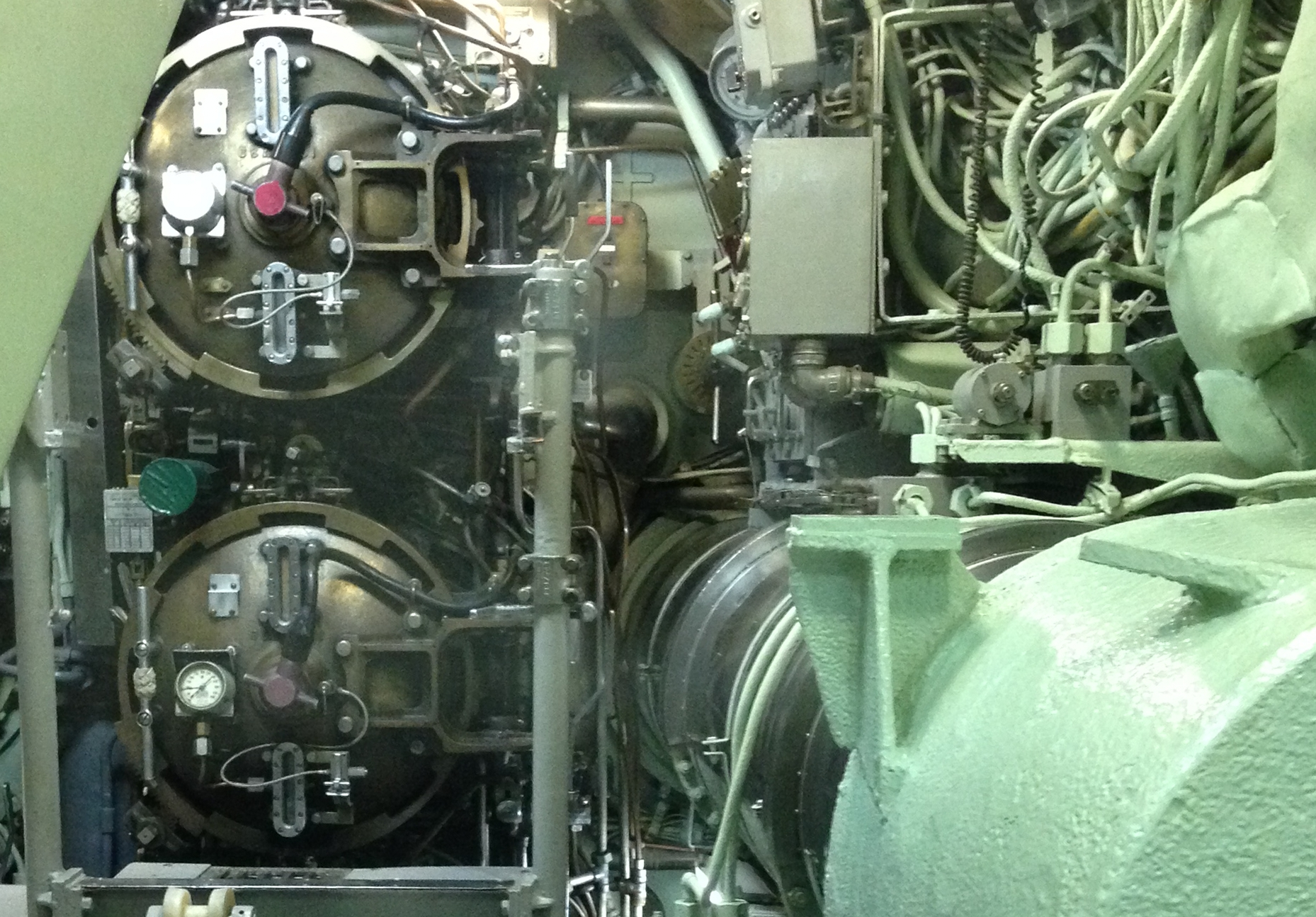
Puertas de las recámaras de los tubos lanzatorpedos del USS Nautilus.

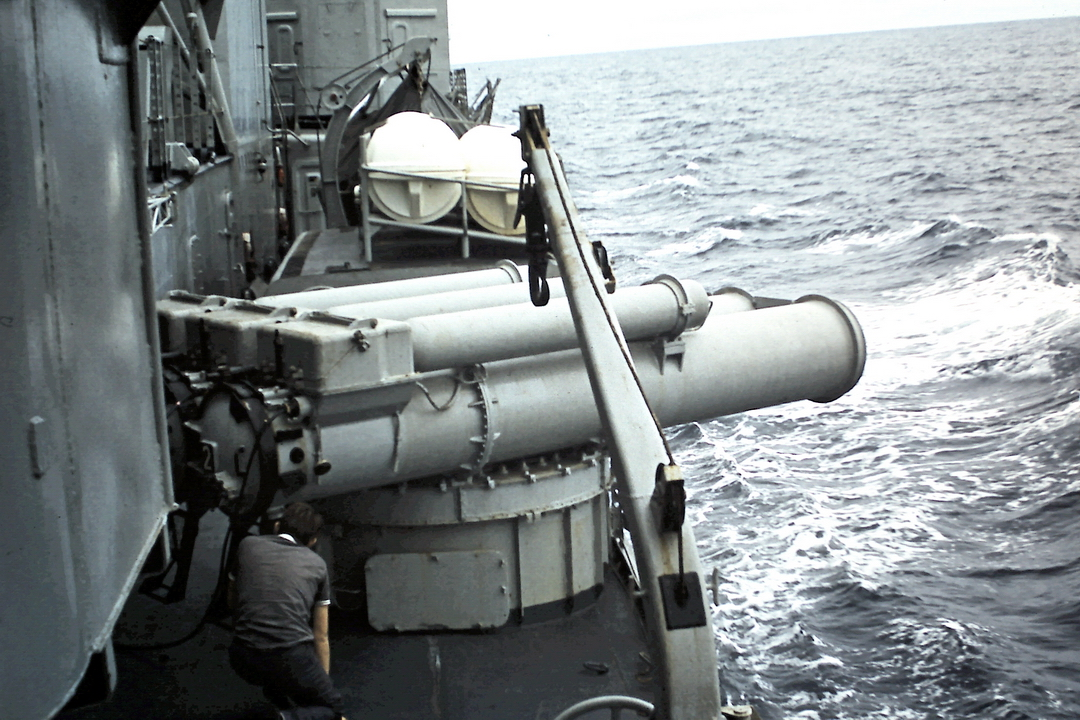
El destructor francés Kersaint se prepara para lanzar un torpedo en 1970.

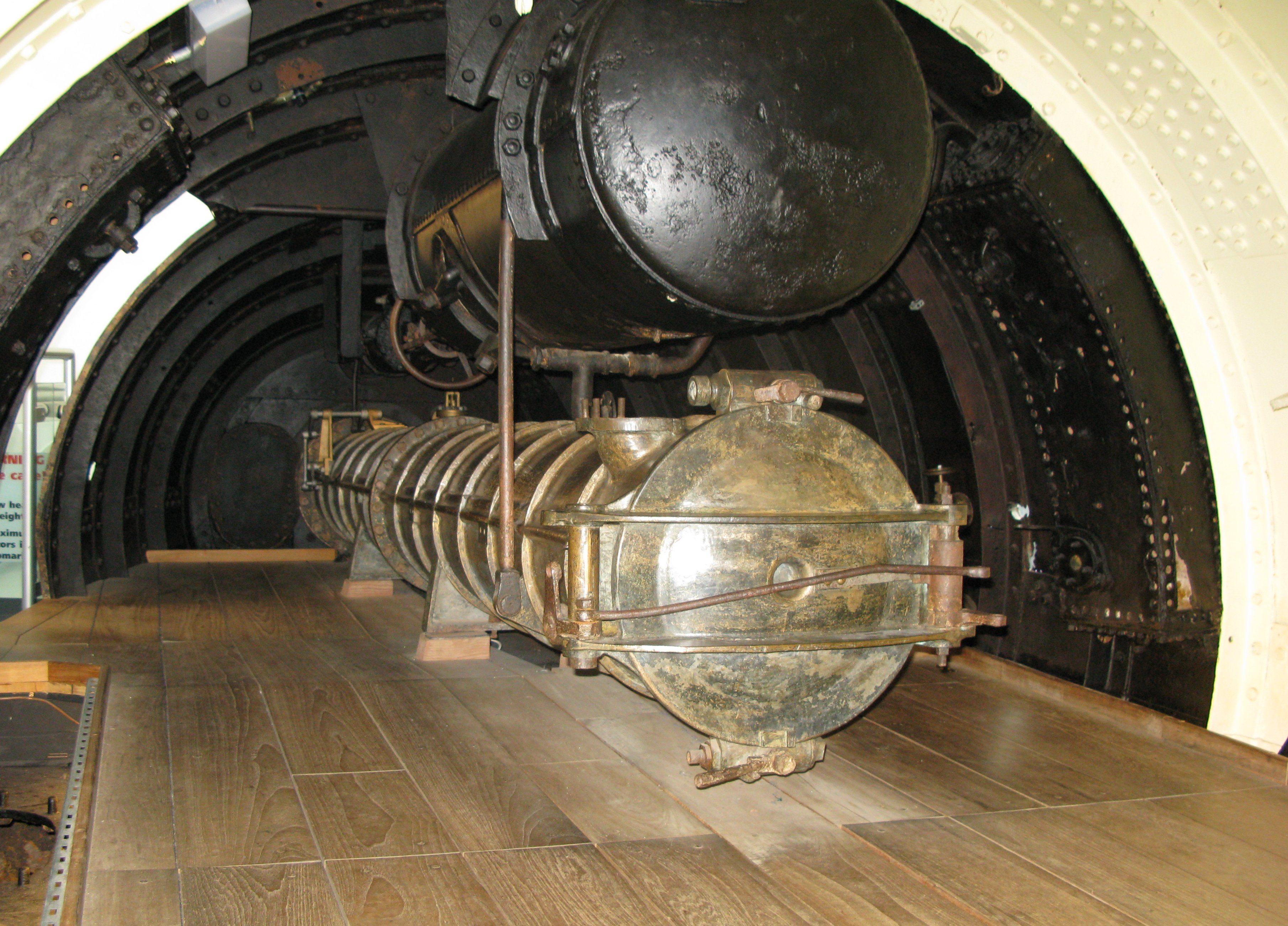
El tubo lanzatorpedos del HMS Holland 1.

El diagrama adjunto muestra la operación del tubo lanzatorpedos de un submarino. Este diagrama es algo simplificado, pero muestra las partes del tubo lanzatorpedos de un submarino.
Un tubo lanzatorpedos tiene una considerable cantidad de mecanismos interruptores por motivos de seguridad. Por ejemplo, un mecanismo evita que se abran al mismo tiempo la puerta de la recámara. Además, la puerta de la recámara no puede abrirse cuando el tubo lanzatorpedos está lleno de agua.
La secuencia del lanzamiento de un torpedo submarino es la siguiente:
1. Se abre la puerta de la recámara en la sala de torpedos. El torpedo es cargado en el tubo.
2. Se conectan al torpedo el cable-guía y el cable de energía.
3. Se cierra y se asegura la puerta de la recámara.
4. Se cargan las baterías del torpedo. Se necesita una cantidad mínima de tiempo para preparar el torpedo. Se cargan en la memoria del torpedo los programas de control de disparo.
5. Se inunda el tubo lanzatorpedos. Esto se puede hacer de modo manual o automático, desde el mar o tanques, según la clase del submarino. El tubo debe ser purgado de aire durante este proceso para permitir un lleno total y eliminar las burbujas de aire que podían elevarse a la superficie o producir daños al disparar.
6. Se abre la válvula equilibradora para equilibrar la presión dentro del tubo con la del océano.
7. Se abre la puerta de la boca. Si el tubo está en modo "Impulso", la válvula deslizante se abrirá al mismo tiempo que la puerta de la boca. Si se ha seleccionado el modo "A nado", la válvula deslizante permanecerá cerrada. La válvula deslizante permite que el agua procedente de la bomba de eyección entre en el tubo.
8. Cuando se da la orden de lanzamiento y todos los mecanismos interruptores están conformes, la bomba de eyección envía un gran volumen de agua con alta presión dentro de tubo y lanza al torpedo con una considerable fuerza. Los torpedos modernos tienen un mecanismo de seguridad que evita su armado hasta que el torpedo perciba la cantidad necesaria de fuerza G.
9. El cable de energía es cortado al momento del lanzamiento. Sin embargo, si se emplea un cable-guía, este queda conectado mediante un tambor de cable en el tubo. Los sistemas de propulsión de los torpedos varían, pero los torpedos eléctricos salen del tubo por sus propios medios y tienen un menor diámetro. Los torpedos de 533 mm con motores químicos usualmente empiezan a moverse una vez fuera del tubo.
10. Una vez fuera del tubo, el torpedo inicia su carrera hacia el blanco según la programación del sistema de control de disparo. Las funciones de ataque están programadas, pero en los torpedos guiados por cable se pueden controlar algunas funciones desde el submarino.
11. En los torpedos guiados por cable, la puerta de la boca del tubo debe quedar abierta porque el cable-guía aún está conectado al interior de la puerta de la recámara para recibir órdenes desde el sistema de control de disparo del submarino. Un cortacables en el interior de la puerta de la recámara es activado para soltar el cable y su funda protectora. Estos son retirados del submarino antes de cerrar la puerta de la boca del tubo.
12. El ciclo de drenaje es la contraparte del ciclo de inundado. El agua regresa a los tanques de lastre del submarino y puede emplearse según la necesidad. El tubo lanzatorpedos debe ser purgado de agua para su completo drenaje, lo cual usualmente se hace mediante gravedad.
13. Se abre la puerta de la recámara y se retiran los restos del cable de energía y la cesta del cable-guía. El tubo lanzatorpedos debe ser secado para evitar la acumulación de suciedad. Este proceso es llamado "bucear en el tubo" y según la tradición, "quien dispara, bucea".
14. Se cierra y asegura la puerta de la recámara.

Los torpedos de repuesto se almacenan en repisas detrás del tubo lanzatorpedos.
La velocidad es una característica apreciada en un sistema de carga de torpedos, pero la seguridad es muy importante. En los submarinos anteriores a la Clase Ohio, los submarinistas estadounidenses empleaban polipastos manuales y les tomaba 15 minutos cargar un tubo. Los submarinos nucleares anteriores a la Clase Seawolf empleaban un sistema hidráulico que era mucho más rápido y seguro cuando el submarino necesitaba maniobrar.
El submarino Tipo 212 alemán utiliza un nuevo desarrollo de la bomba de eyección, que eyecta el torpedo con la presión del agua para evitar ser detectado por el sonar.

## Tubo de torpedo aéreo de defensa costera

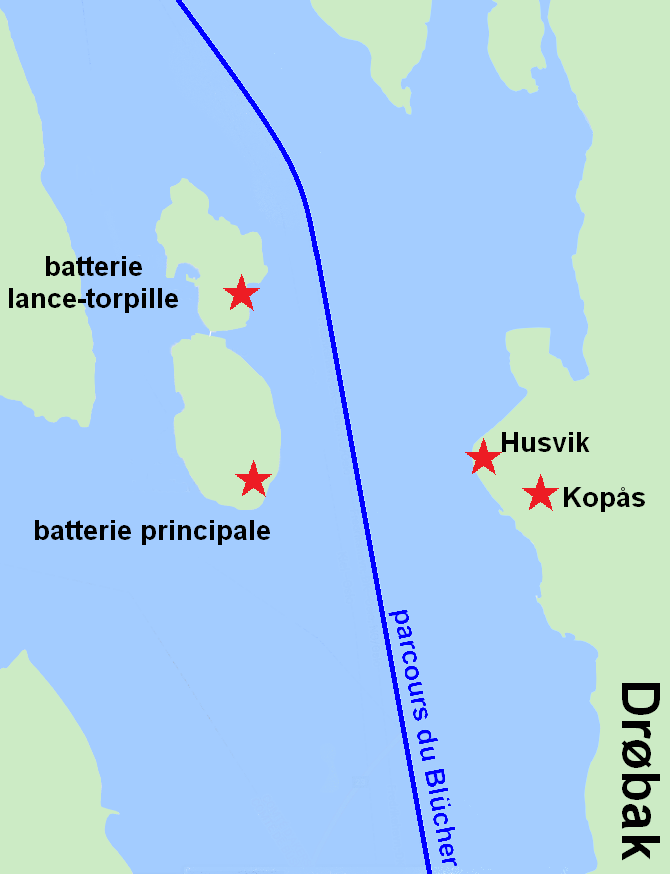
Posición de las cuatro baterías de artillería costera de la fortaleza de Oscarsborg en relación con el curso de Blücher (1939), durante la batalla del estrecho de Drøbak, incluida una batería de lanzador de torpedo aéreo

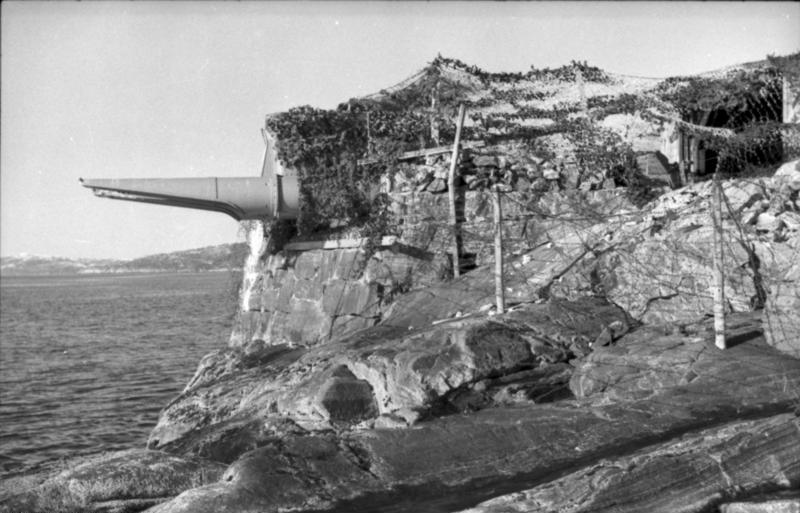
Batería de torpedos de defensa costera

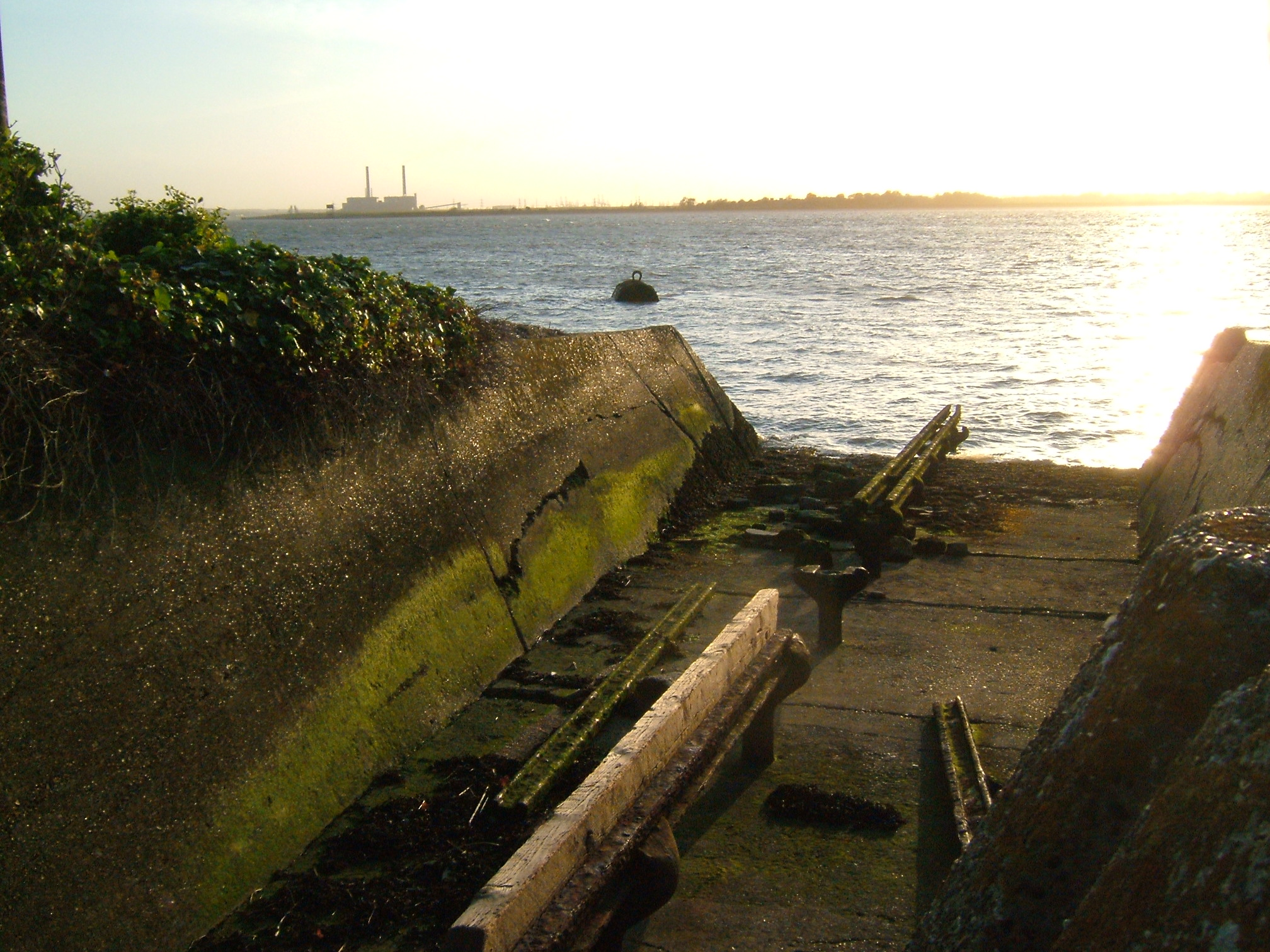
Plataforma de lanzamiento de torpedos de defensa costera de la ciudad de Londres

El tubo de lanzamiento de torpedo aéreo de defensa costera, estuvo en uso durante la Segunda Guerra Mundial, principalmente para defender los estrechos o ciertas islas. Entre sus logros, el episodio más conocido es el caso del barco alemán Blücher (1939) hundido el 9 de abril de 1940 durante la Batalla del estrecho de Drøbak en Noruega.
Su uso ahora está parcialmente obsoleto tras la generalización de los misiles antibuque, incluidos los de defensa costera. Sin embargo, su uso sigue siendo relevante en la defensa costera de islas o estrechos. En tecnología reciente, el fabricante de torpedos DM2A4 también ha desarrollado una lanzador de torpedos movil (en remolque) para ella, luego está equipada con un mástil / antena de guía porque normalmente es guiada por cable.